# Estación Superí
Superí era una estación de ferrocarril ubicada en las afueras de la ciudad de La Merced, en la provincia de Catamarca, Argentina.

## Servicios
No presta servicios de pasajeros ni de cargas. Sus vías correspondían al Ramal A6 del Ferrocarril General Belgrano.